# Worth (Szlezwik-Holsztyn)
Worth – gmina w Niemczech w kraju związkowym Szlezwik-Holsztyn, w powiecie Herzogtum Lauenburg, wchodzi w skład urzędu Hohe Elbgeest.